# Apolo A

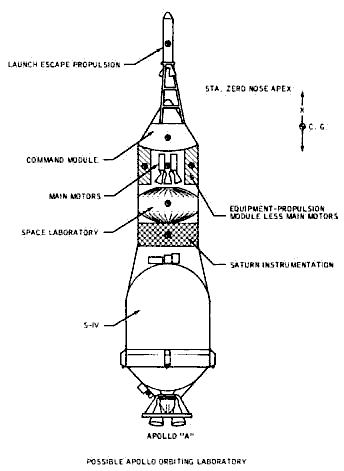
Esquema del Apolo A.

Apolo A fue el nombre de un diseño temprano (de julio de 1961) para las cápsulas Apolo. Se diseñó específicamente para misiones de larga duración en el espacio, para realizar pruebas de reentrada en órbitas casi parabólicas y para misiones circunlunares, pero el diseño nunca llegó a llevarse a cabo.
En el momento del lanzamiento de petición de propuestas de agosto de 1961 hecho por la NASA se esperaba una aproximación evolutiva para el programa Apolo. Después de completar el proyecto Mercury, tanto la nave Apolo como el lanzador Saturno serían usados en misiones científicas y tecnológicas gradualmente más complejas y ambiciosas. El programa comenzaría con misiones tripuladas cada vez de mayor duración, seguiría con viajes circunlunares, luego con órbitas lunares y finalmente con alunizajes.
Los objetivos del proyecto del Apolo A eran
- cualificar los sistemas y características de las misiones lunares en vuelos alrededor de la Tierra de hasta 500 km de altura
- cualificar la protección térmica para las misiones lunares utilizando vuelos de prueba no tripulados a velocidades casi parabólicas.
- estudiar las reacciones fisiológicas y psicológicas y las capacidades de una tripulación formada por varios hombres en un entorno espacial durante periodos de tiempo extensos (al menos dos semanas). En el adaptador entre la segunda etapa del cohete Saturno y la nave Apolo iría una sección que sería usada como laboratorio orbital, de unos 3,8 m de diámetro y 2,4 m de altura. Ahí es donde se realizarían los experimentos relacionados con las operaciones tripuladas de la nave.
- desarrollo de técnicas operativas de vuelo y tierra y equipamiento para el soporte de periodos de vuelos espaciales de larga duración.
- realizar investigaciones necesarias para obtener información a usar en las futuras misiones lunares.

Para las misiones en órbita terrestre se habría utilizado el Saturno I. La masa del Apolo A habría sido un tercio menor que la masa de la cápsula que finalmente se llevó a cabo. La masa se repartía así:
- Módulo de mando: 3600 kg
- Módulo de propulsión-equipamiento: 1600 kg
- Motores principales: 1300 kg
- Laboratorio espacial: 1400 kg
- Sistema de escape: 1700 kg (se separaría después del final del final de la ignición de la primera fase)
- Peso total en el momento del lanzamiento: 9500 kg
- Peso total en órbita baja: 7800 kg

En el momento de su concepción, se previó que los primeros vuelos no tripulados tendrían lugar entre octubre y diciembre de 1963 utilizando un Saturno I. Entre febrero y abril de 1964 se realizarían lanzamientos no tripulados para las pruebas de reentrada a velocidades casi parabólicas. Estas cápsulas irían equipadas con paracaídas y serían recuperadas.
Entre 1965 y 1967 tendrían lugar los vuelos tripulados. Los vuelos circunlunares tendrían lugar en ese periodo. Como lanzador se utilizarían Saturno C-2. Cuando en la fase de diseño quedó claro que la nave pesaría más de lo proyectado, se pasó a proyectar el uso del Saturno C-3. Finalmente el Saturno C-3 fue cancelado a favor del Saturno C-5, y el proyecto Apolo A fue abandonado para dar lugar al esquema conocido del proyecto Apolo.